# Melanagromyza duplicata
Melanagromyza duplicata är en tvåvingeart som beskrevs av Mitsuhiro Sasakawa 1992. Melanagromyza duplicata ingår i släktet Melanagromyza och familjen minerarflugor.
Artens utbredningsområde är Colombia. Inga underarter finns listade i Catalogue of Life.